# Pistenpräparierung

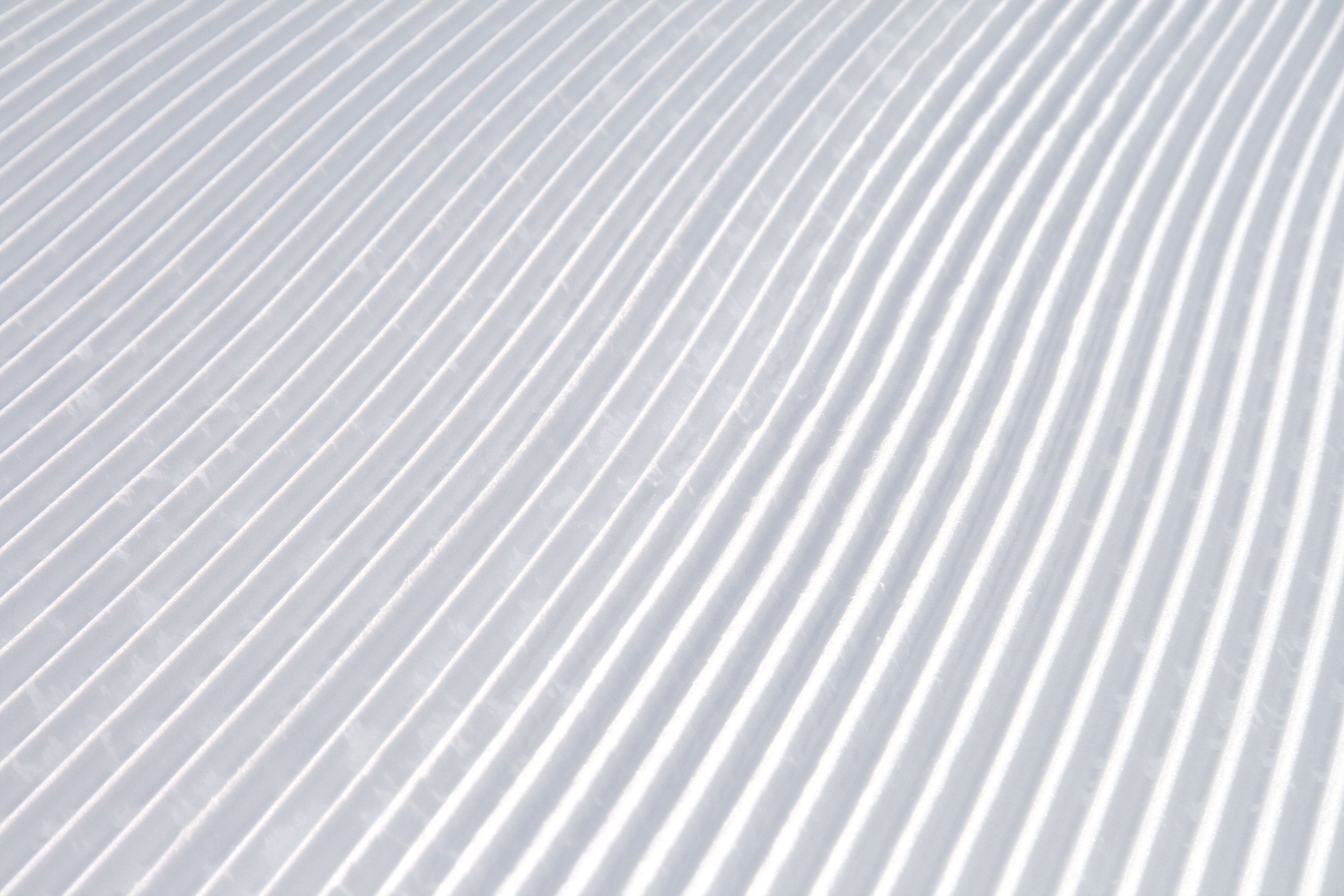
Typisches Rillenprofil der Schneedecke (Piste) nach der Präparierung mit einer Pistenraupe mit gezahntem Glättbrett

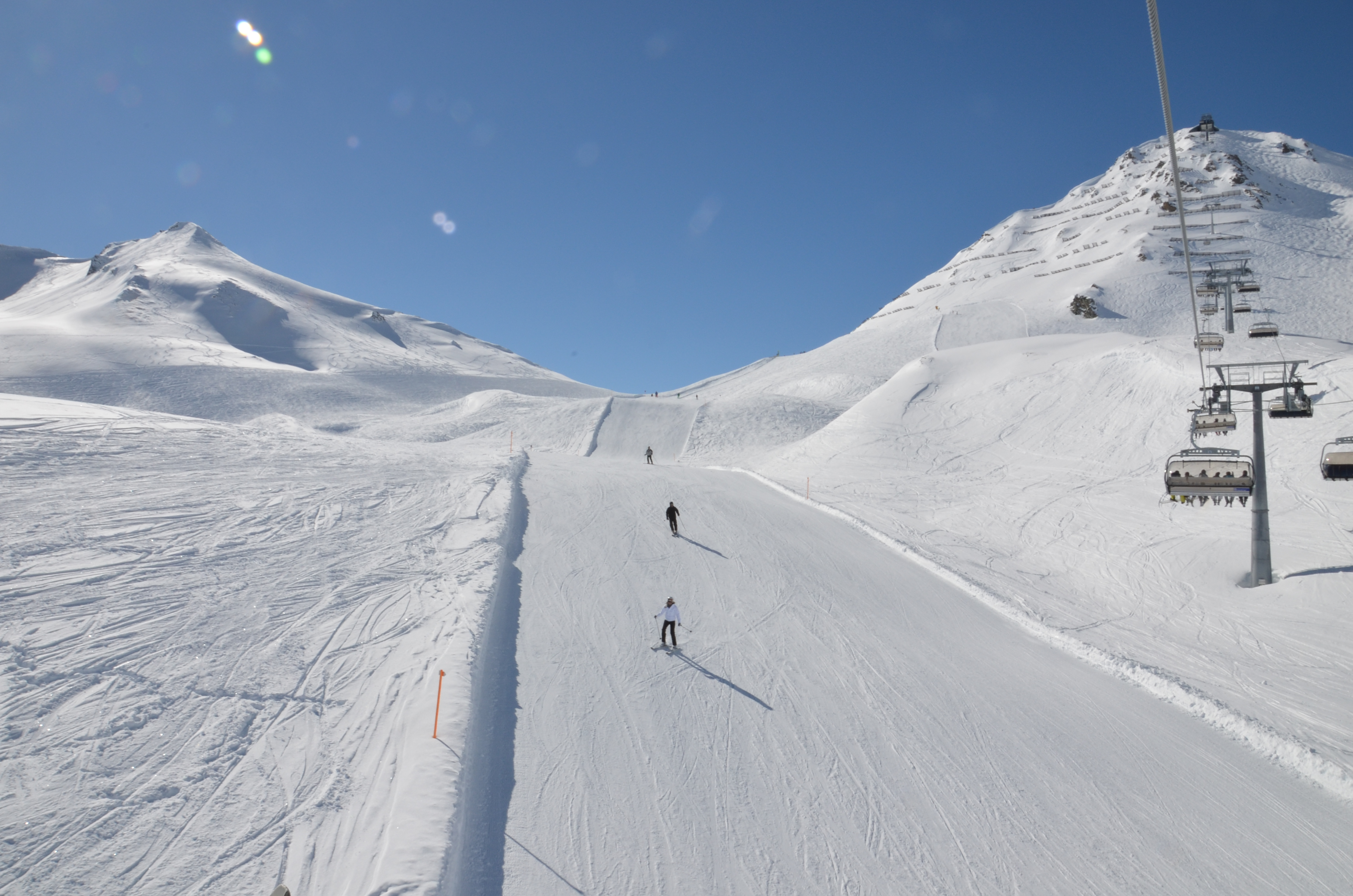
Präparierte Skipiste

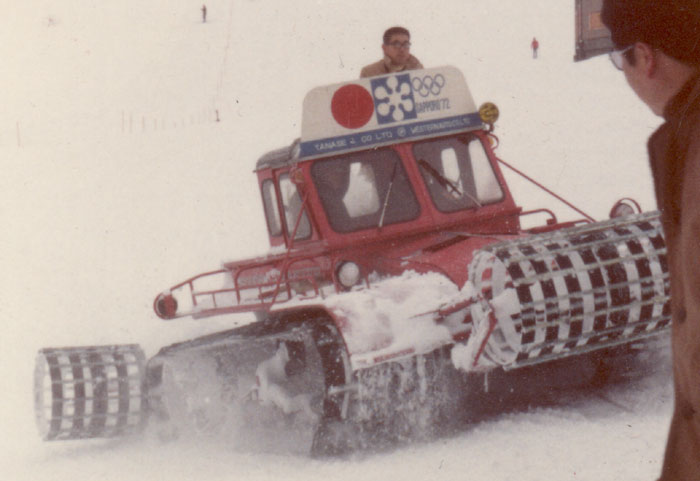
Pistenpräparierung mit einem Snow-Trac/Snow-Master mit Walzen 1972 bei den Olympischen Winterspielen in Sapporo, Japan

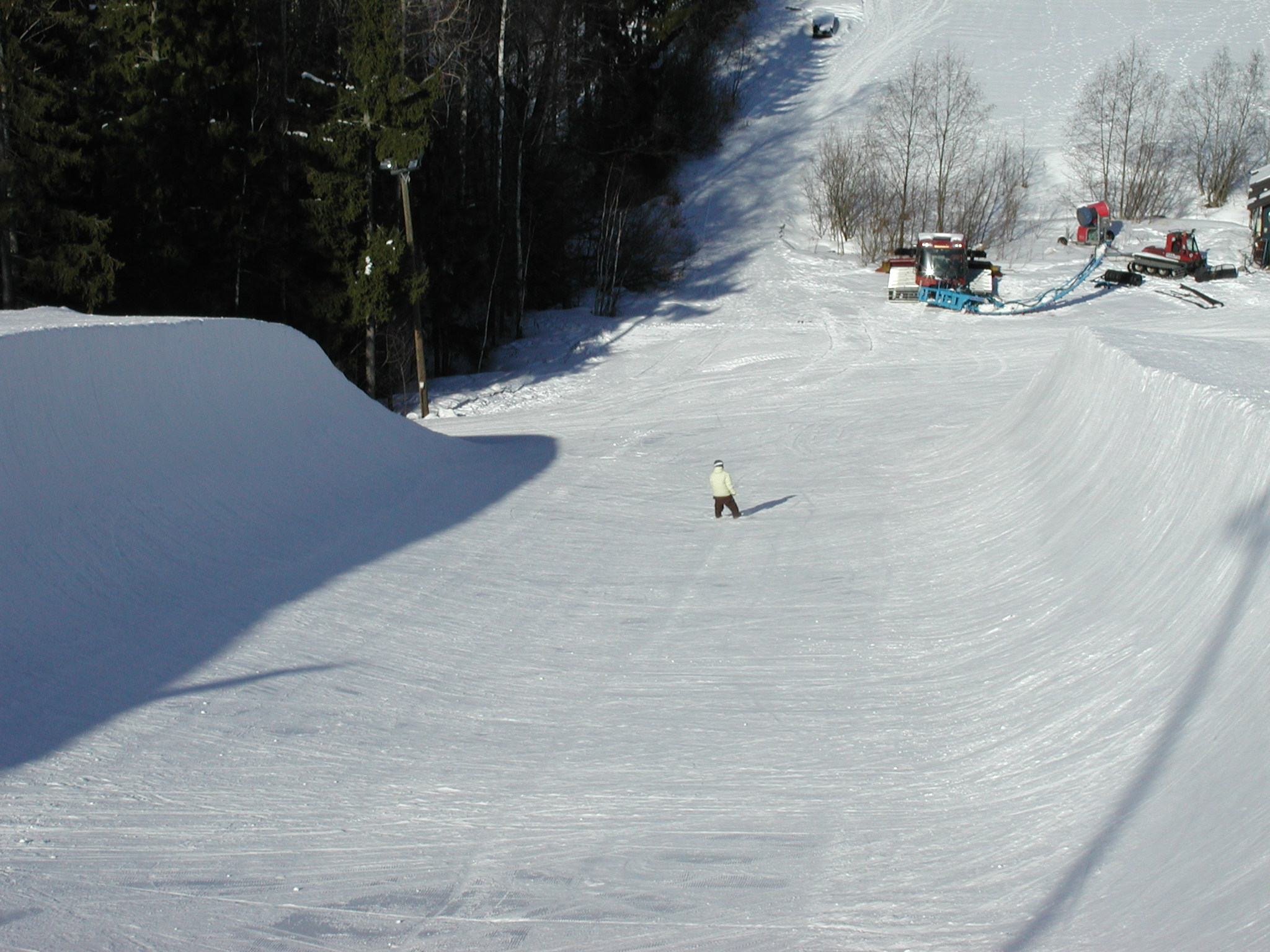
Halfpipe, im Hintergrund eine Pistenraupe mit Anbaugerät zum Halfpipes fräsen

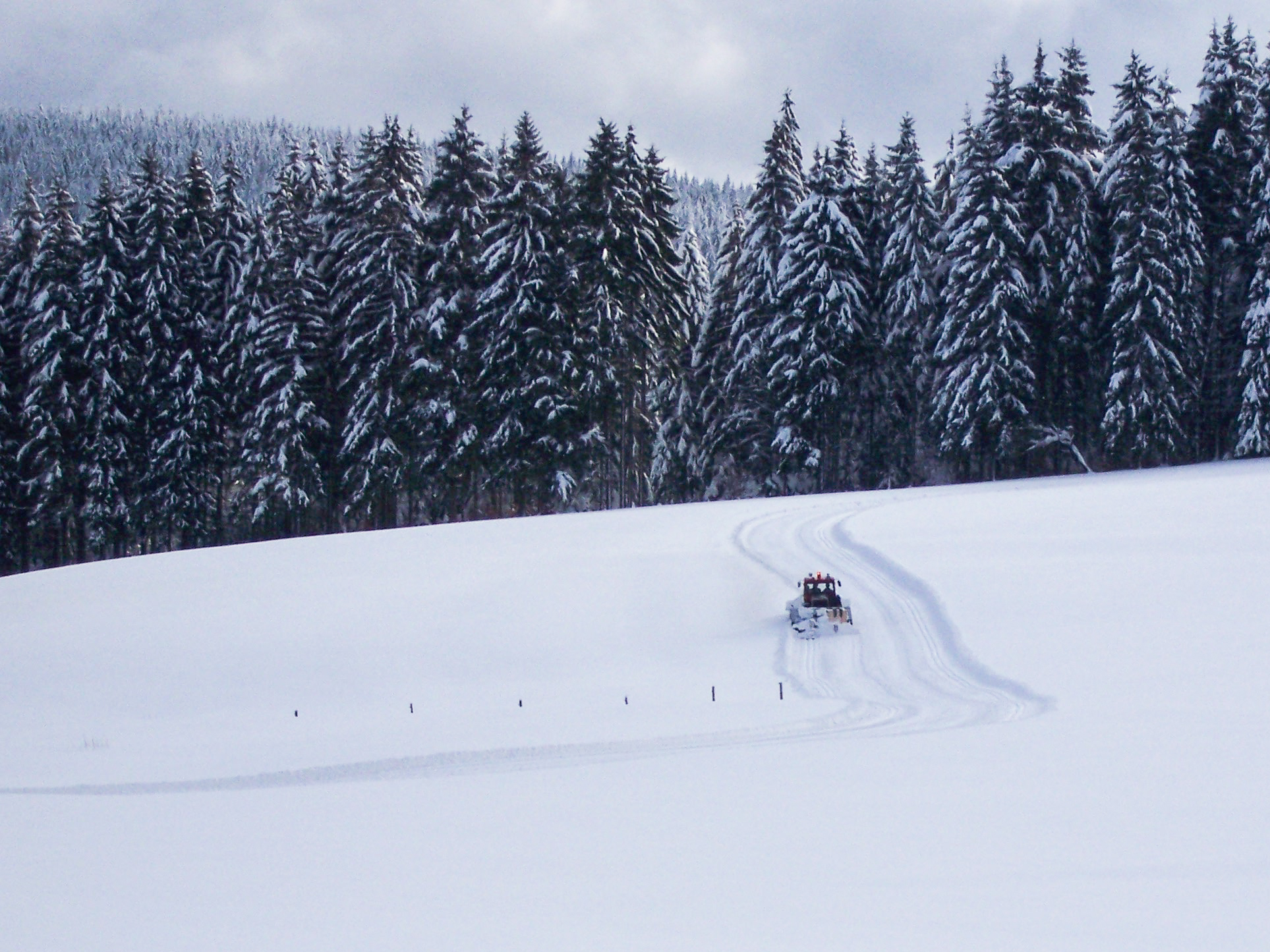
Pistenraupe präpariert eine Loipe

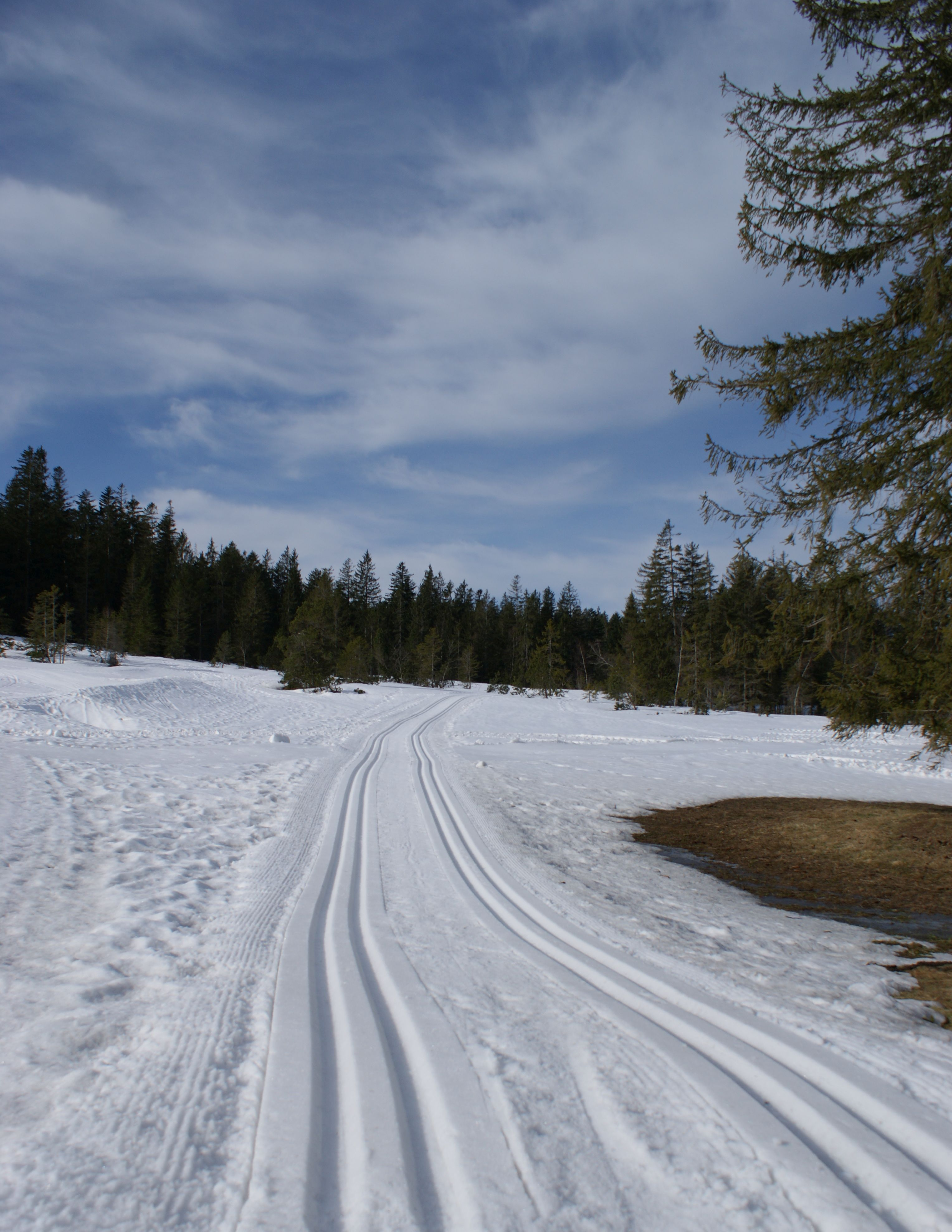
Typische Präparierung für eine Langlaufpiste mit zwei Spuren für den klassischen Stil. Die Vertiefungen entstehen durch ein spezielles Gerät.

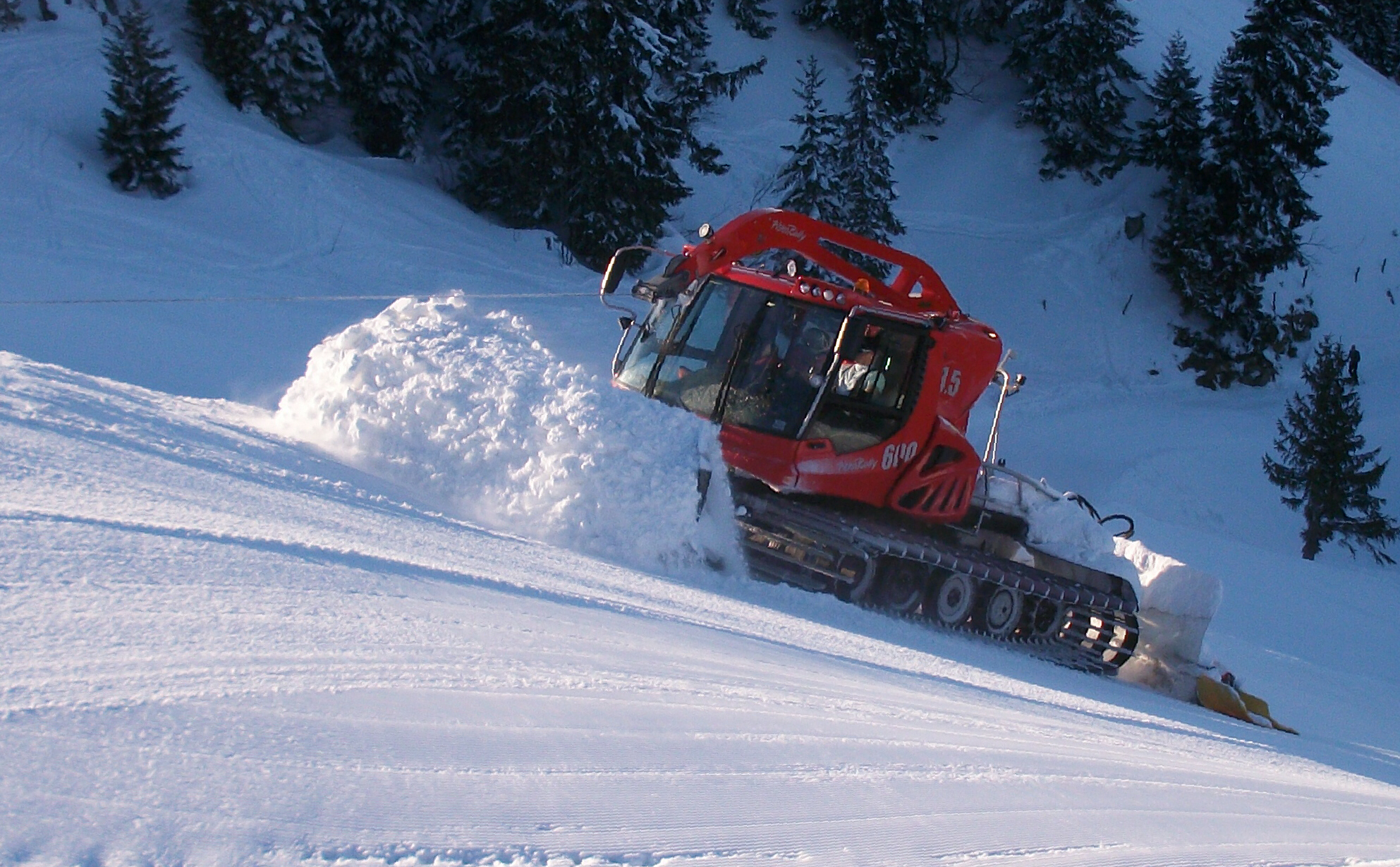
Pistenraupe im Windenbetrieb

Pistenpräparierung bezeichnet die mechanische Verdichtung von Schnee zu einer Skipiste für den allgemeinen Skibetrieb wie z. B. Skifahren, Snowboarden, Langlaufen, Funsport oder den Leistungssport. Die Pistenpräparierung mit maschinellen Einrichtungen für den Skilauf wurde in den 1960er Jahren weit verbreitet.

## Geschichte
Die Pistenpräparierung begann mit der Entwicklung des Skilaufs zum Massensport und der Verbreitung von Aufstiegshilfen. Zuvor wurden Pisten vor allem für sportliche Veranstaltungen (zumeist von Vereinen) mit den Skiern präpariert (Antrippeln). In den 1950er Jahren wurden vereinzelt Walzrollen (Pistenwalzen) eingesetzt, die von einem Skifahrer vorne oder zwei Skifahren – vorne und hinten – gelenkt wurden.
Spezielle Schneemobile und Motorschlitten waren zwar lange bekannt (z. B. Bombardier, 1927), wurden jedoch nicht zur Pistenpräparierung eingesetzt. 1962 wurde von der Firma Prinoth der erste Prototyp einer Pistenraupe zur Pistenpräparierung, der P 60, produziert, zwei Jahre später das erste Serienfahrzeug (P 15). Bereits zuvor wurden von findigen Tüftlern Landmaschinen mit Raupen ausgestattet und versucht hiermit Pisten zu präparieren. 1968 folgte die erste Pistenraupe des heutigen Weltmarktführers, der Firma Kässbohrer.
Diabei hängte man zuerst die bis dahin verwendeten Handwalzen in verschiedenen Versionen an Pistenraupen an, bis die heutigen Fräsen, Glättbretter (Finisher) und Rüttler (Vibratoren) in Verwendung kamen. Ebenfalls wurden Fronträumschilde angebaut, später auch Schneefräsen und Frontrenovatoren. Durch die Glättebretter (Finisher) entstanden erstmals die typischen Längsrillen auf der Pisten.
1983 brachte Kässbohrer die erste Winde für Pistenraupen für die Pistenpräparierung auf den Markt. Diese Technik hat sich inzwischen etabliert.
Die Präparierungen von Fun Parks erfolgen ungefähr seit den 2000er Jahren ebenfalls maschinell. Sie sind mittlerweile in jedem größeren Skigebiet zu finden.

## Aufgaben, Ziele und Einflüsse
Die Pistenpräparierung richtet sich nach den Vorstellungen und Wünschen der Wintersportler und deren Fahrstil. Die meisten Wintersportler bevorzugen eine ebene Piste mit möglichst wenig Schäden oder Vereisungen oder Überraschungen, wie Wellen, Querneigungen, Löchern oder Ansammlungen von weichem Schnee.

### Pistenpflege
Hauptaufgabe der Pistenpräparierung ist es, Neuschnee anzupressen, mit dem darunterliegenden Altschnee zu vermischen und eine tragfähige Schicht herzustellen. Auf bestehenden Altschneepisten werden die durch den Einfluss von Wetter und Skifahrern entstandenen Pistenschäden ausgeglichen (z. B. Einebnen von Buckeln, Abtragen von Schnee, Auffräsen von Eisschichten etc.), um eine optimale Verteilung des Schnees auf der Piste zu erreichen.
Für eine gute und dauerhafte Pistenpräparierung muss vom Pistenpräparierer
- auf die richtige Einsatzzeit,
- die Fahrgeschwindigkeit der Pistenraupe,
- die richtige Fräsdrehzahl,
- die Frästiefe sowie
- die Ruhezeit (ca. acht Stunden) für die Durchbindung und Verfestigen des Schnees (Sinterprozess genannt)

geachtet werden. Grundsätzlich gilt: Je tiefer die Schneedecke aufgearbeitet wird, umso haltbarer wird die Piste. Durch der Pistenpräparierung werden die Schneekristalle verdichtet, Luft entweicht aus dem präparierten Bereich und die Dichte der Schneedecke nimmt dadurch zu. Die Verdichtung der Schneedecke bewirkt zudem eine erhöhte Festigkeit gegen Wärmeeinbrüche.
Die Pistenpräparierung schützt die darunter liegende Vegetation vor den Stahlkanten der Ski, gleichzeitig wird auch dafür gesorgt, dass die Beläge der Ski und Snowboards vor dem Kontakt mit Steinen und Erdreich geschützt werden.
Durch die ebene, gleichmäßige Piste wird zudem für mehr Sicherheit für die Sportler gesorgt, da Unebenheiten, Wellen, Löcher und Rillen beseitigt werden. Dadurch wird das Verletzungsrisiko verringert.

### Optimale Zeiten für die Präparierung
Die Pistenpräparierung erfolgt in der Regel aus Sicherheitsgründen mittlerweise stets außerhalb der Betriebszeiten der Lifte. Auch benötigt der Schnee nach der Bearbeitung etwa 8 Stunden Zeit zum Durchbinden und Verfestigen. Aus diesen Gründen verbieten sehr viele Pistenbetreiber das Betreten und Befahren der Pisten während der Betriebsruhe in der Nacht. Bei Verwendung von Seilwinden an Pistenraupen besteht im Pistenbereich unter Umständen auch Lebensgefahr für potentielle Skifahrer/Tourengeher durch das Windenseil.

### Loipenpräparierung
Loipenpräparierung findet nach Maßgabe des Betreibers statt und sollte ebenfalls am Abend oder in der Nacht erfolgen. Bei der Loipenpräparierung zieht Pistenraupe ein Loipenspurgerät, um eine Loipe für den klassischen Stil zu spuren. Durch eine Fräse wird der Schnee aufgelockert und durch das Loipenspurgerät wieder so verdichtet, dass Spurrillen im Schnee entstehen, die den Langlaufskiern Führung bieten. Für die Skating-Technik wird ein breiter Schneestreifen erzeugt.

### Leistungssport
Ski-Rennläufer und Leistungssportler fahren lieber auf glatten und griffigen, teilweise sogar auf eisigen oder vereisten Pisten. Eine solche eisige oder vereiste Piste erhöht auch die Chancengleichheit der Rennläufer, da während eines Wettkampfes länger dieselben Voraussetzungen bestehen.
Für das Vereisen wird mit einem Balken (Rohr mit Löchern) Wasser mit hohem Druck bis in etwa 30 bis 40 cm Tiefe in die Schneedecke eingebracht. Die Oberfläche muss dann zeitgerecht aufgeraut werden, um das Eis fahrbarer zu machen. Eine solche Piste ist für untrainierte Wintersportler unter Umständen schwierig zu befahren.

### Chemische Präparierung
Durch chemische Mittel kann die Haltbarkeit von präparierten Pisten wesentlich erhöht werden. In verschiedenen Ländern oder in bestimmten Gebieten (z. B. Gletschern) sind solche Methoden verboten. Es handelt sich dabei grundsätzlich um Düngemittel, wie sie auch in der Landwirtschaft zum Einsatz kommen (z. B. Natrium-, Calcium-, Kalium- und Ammoniumverbindungen). Dadurch wird die Schneedecke für ca. 24 Stunden – auch bei Temperaturen über 0 °C – verfestigt und noch befahrbar. Die Düngemittel entziehen der Schneedecke Feuchtigkeit, dadurch Energie, und die Schneedecke kann oberflächlich auskühlen und leichter gefrieren. Verfestigende Mittel werden auch Schneezement genannt.

### Charakteristische Längsrillen

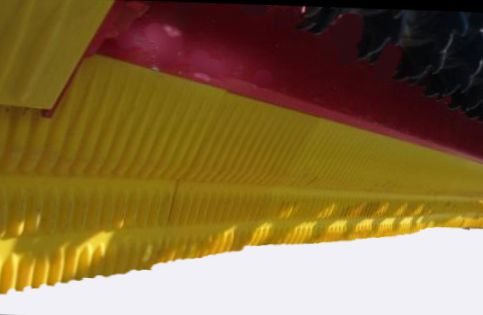
Finisher, Glättbrett und Fräse einer Kässbohrer PB 600 Pistenraupe

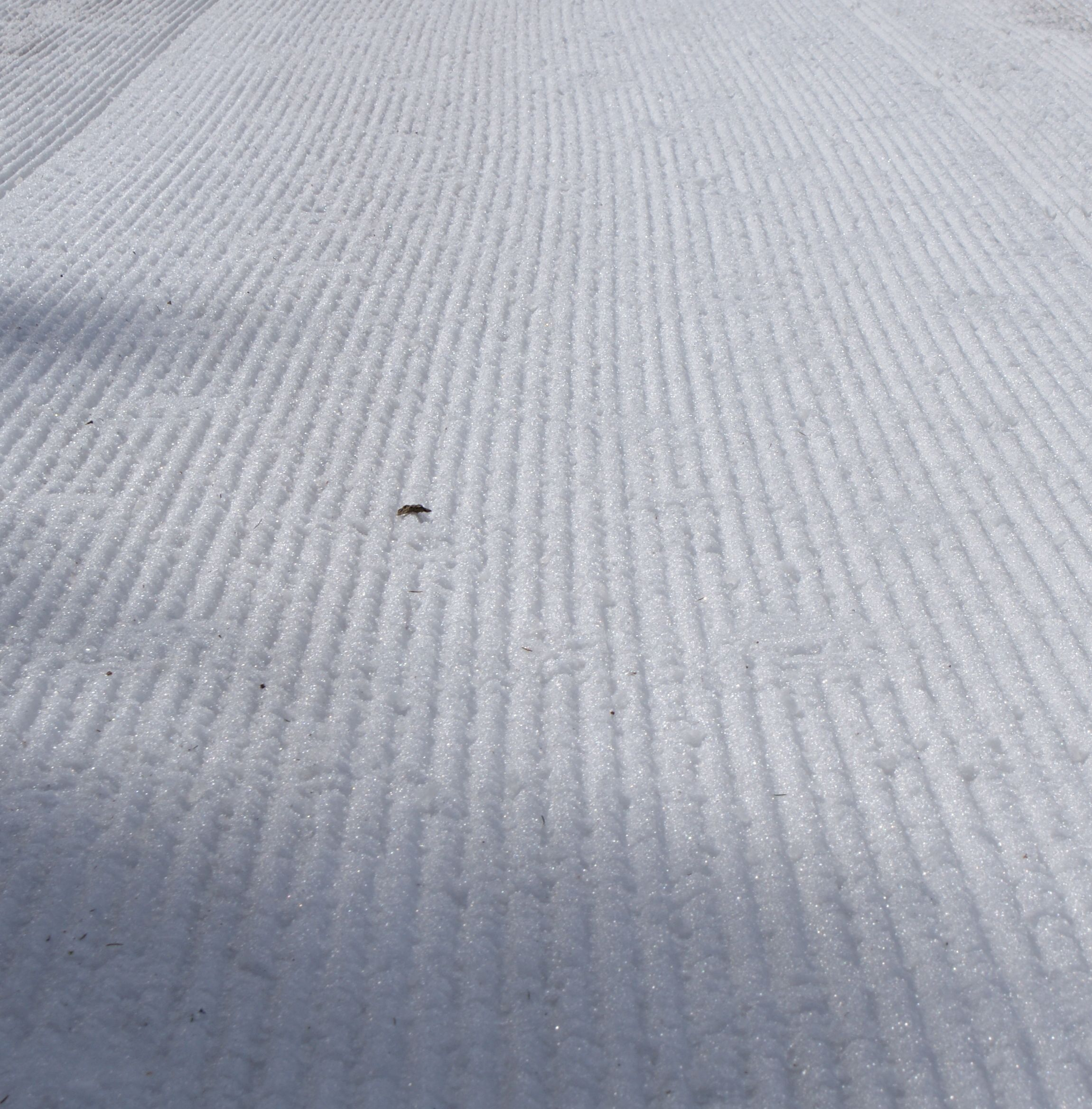
Schneestruktur einige Tage nach der Präparierung

Bei der Pistenpräparierung werden die von der Pistenraupe mit dem Fronträumschild, Frontschneefräse, den Stegen der Raupe und der Heckfräse durchmischten Schneeschichten oder der verdichtete Neuschnee durch das Glättebrett (Finisher) eingeebnet. Am Glättebrett ist eine Stahlleiste bzw. Nachläufer aus Plastik- oder Gummimaterial befestigt, welche die charakteristischen Formen der Längsrillen (Cord-Struktur) beim Überfahren des verdichteten Schnee erzeugt. Entsprechend der Fahrtrichtung der Pistengeräte verlaufen die Rillen etwa in Richtung der Falllinie oder in Richtung des Pistenverlaufs. Der Rillenabstand (Wellenlänge der Profilkontur) ist gleich oder kleiner der Hälfte der Breite von typischen Abfahrtsschiern für Erwachsene. Bei Fahrt längs der Rillen werden diese daher von zumindest zwei Graten zwischen den Rillen getragen. Bei schräger Fahrt können die Schikanten leichter in die Grate einschneiden als in eine völlig ebene Schneeoberfläche und finden so besser Halt. Schwünge und Querfahrten gelingen daher mit weniger Kanteneinsatz, die Piste ist trotz oberflächlicher Verdichtung griffiger.
Durch die Längsrillen wird auch eine größere Oberfläche der Schneedecke geschaffen, sodass die Umgebungskälte den Schnee besser kühlen kann (Unterstützung des Sinterprozesses).

### Kosten
Die Präparierung von Skipisten ist mit erheblichen Kosten für die Unternehmen verbunden. Die Fahrer der Pistenraupe werden in der Regel am Abend und in der Nacht tätig. Eine moderne Pistenraupe kostet rund 300.000 bis 400.000 Euro. Pro Pistenraupe liegt eine Arbeitsbreite von vier bis sieben Metern vor. Maximale Fahrgeschwindigkeit etwa 20 km/h. Dabei verbrauchen Pistenraupen etwa 25 bis 30 Liter Diesel pro Stunde und fahren, je nach Skigebiet etwa 200 bis 1000 Betriebsstunden pro Saison.

## Schneemanagement
Im Sinne einer umfassenden, nachhaltigen, ressourcenschonenden und umweltorientierten Unternehmenspolitik versuchen einige Pistenbetreiber die Pistenpräparierung und das Schneemanagement zu optimieren. Dies ist sehr oft auch ein Kostenfaktor, um die Kosten und den Wasserverbrauch der mechanischen Schneeerzeugung zu reduzieren.
Hierzu wird bereits im Vorfeld z. B. auf ein optimales Pistendesign (Topografie) und Pistenbau geachtet sowie eine weitgehende Begrünung und Sommerbewirtschaftung. Durch eine automatische Schneehöhenmessung kann dem Pistenraupenfahrer angezeigt werden, wo natürliche Schneedepots vorhanden sind, die an andere Stellen, an denen die Schneedecke dünner ist, verschoben werden können, damit eine gleichmäßig verteilte, kompakte Schneeschicht auf der Piste besteht.

## Umweltschutz

### Pistenpräparierung in Zeiten des Klimawandels
Studien zeigen eine zunehmende Verkürzung der Schneesaison durch die globale Erwärmung auf. So lässt sich ein deutlicher Trend zur Abnahme der Schneemenge in vielen Wintersportregionen feststellen. Die Pistenpräparierung ist eine Anpassung an diese Entwicklung. Mithilfe technischer Schneepflege lässt sich eine Vorarbeit leisten, um eine technische Beschneiung effizienter einzusetzen. Die Pistenpräparierung kann die für den Skibetrieb erforderliche Mindestschneehöhe um 10–20 cm verringern und erhöht somit die Möglichkeit, trotz verringerter Schneemengen, den Skibetrieb aufrechtzuerhalten. Der Energiebedarf der Pistenpräparierung trägt zum Ausstoß von Treibhausgasen beiträgt. Mehr als die Hälfte der CO2-Emissionen eines Skigebiets entstehen durch die Pistenpräparierung. Beim Skigebiet Snow Space in Wagrain sind es laut Geschäftsführerin Christina König etwa 4150 Tonnen CO2-Emissionen pro Wintersaison für das ganze Skigebiet, wobei rund die Hälfte davon die Pistenraupen ausmachen. In Österreich sind etwa 2000 Pistenraupen im Einsatz die pro Jahr rund 30 Millionen Liter Diesel verbrauchen. Das entspricht einem CO2-Ausstoß von 40.000 Tonnen (dem einer Kleinstadt).

### Mechanische Schäden

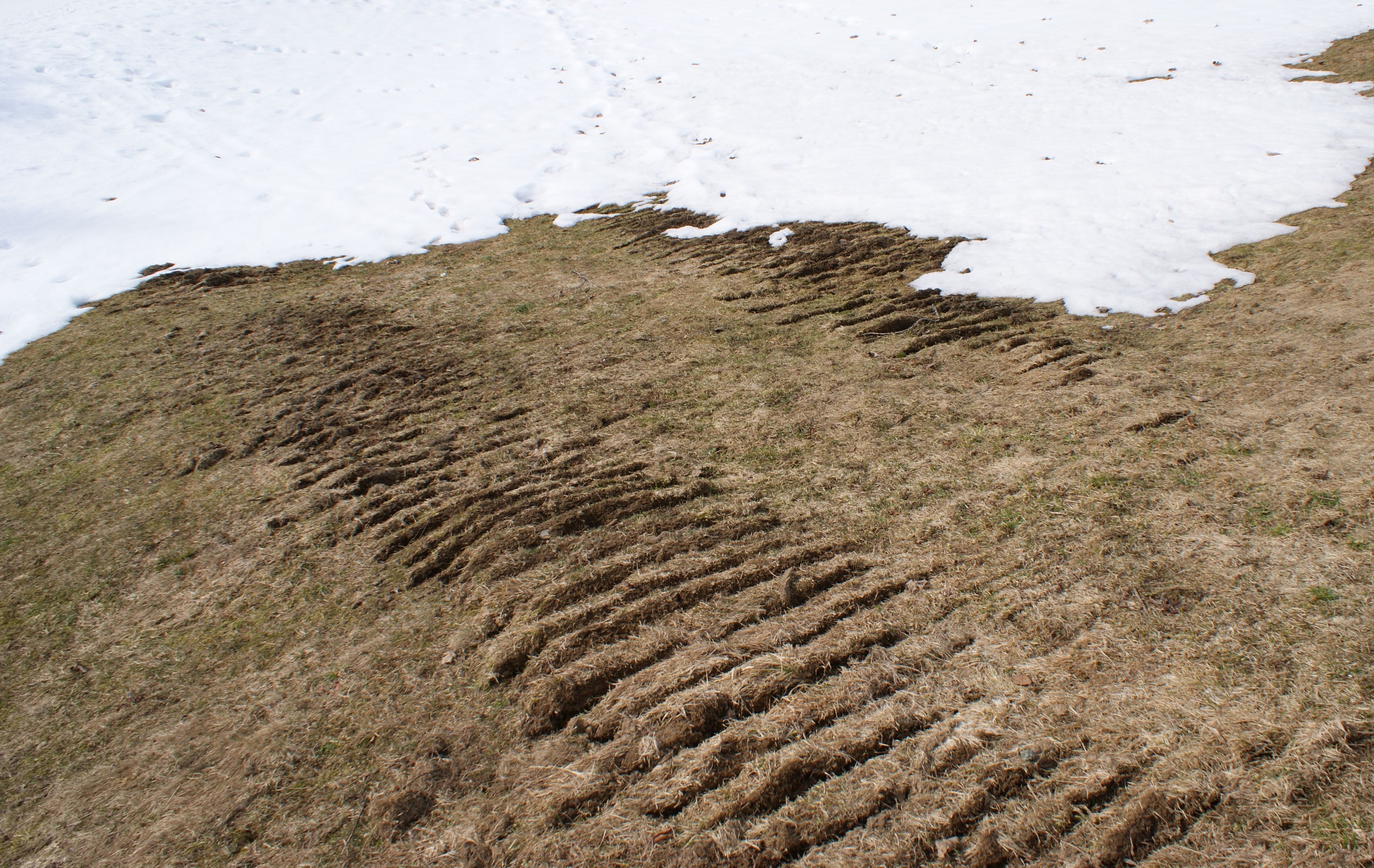
Leichte Beschädigung am ungeschützten Erdreich/Wiese durch die Ketten einer Pistenraupe. Im Bild sind die Beschädigungen zu sehen, die bei der Geradeausfahrt entstehen

Durch die Präparierung von Skipisten können mechanische Schäden an der Bodenvegetation entstehen. Bei zu geringer Schneedecke kann z. B. durch die Raupenketten und Räumschilder der Pistenraupen – vor allem an Geländekanten und Buckeln – die Vegetation abgeschert werden. Ebenso bei engen Wendemanövern.
Durch die große Auflägefläche von Pistenraupen hat deren Gesamtgewicht (5 bis etwa 12 Tonnen) in der Regel keine relevante Bedeutung, da durch die breiten Raupen der Druck auf den Boden im Normalbetrieb geringer ist als bei einem Fußgänger.

### Biologische Schäden
Durch die Verdichtung der Schneedecke kann die Luftzufuhr für die darunter liegenden Pflanzengesellschaften beeinträchtigt werden. Im Frühjahr kommt es unter Umständen zu einem verzögerten Abschmelzen des Schnees. Dies kann wiederum Auswirkungen auf die Zusammensetzung der Pflanzengesellschaften haben, die z. B. im hochalpinen Raum sehr empfindlich auf äußere Einflüsse reagieren können.

### Betriebsstoffe
Der betriebsbedingte Verlust von Hydrauliköl, Motoröl und Treibstoff von Pistenraupen verteilt sich im Regelfall auf eine sehr große Fläche. Im Schadensfall kann, z. B. bei Bruch einer Hydraulikleitung, auch an einer Stelle auf dem Skigebiet eine relevante Umweltschädigung entstehen. Es wird von Betreibern versucht mit biologisch abbaubaren Hydraulikflüssigkeiten zu erreichen, dass bei einem solchen Schaden die Umweltschädigung in Grenzen gehalten werden kann. Durch die begonnene Einführung von dieselelektrischen Antrieben anstelle von dieselhydraulischen Antrieben bei Pistenraupen kann die Umweltbelastung im Schadensfall durch auslaufendes Hydrauliköl verringert werden.
Der Vorteil von dieselelektrischen Antrieben ist auch, dass der Dieselmotor meist im optimalen Drehzahlbereich arbeitet, die elektrische Kraftübertragung einen wesentlich besseren Wirkungsgrad als die hydraulische aufweist und dadurch die Betriebskosten weiter gesenkt werden können.

### Abgase

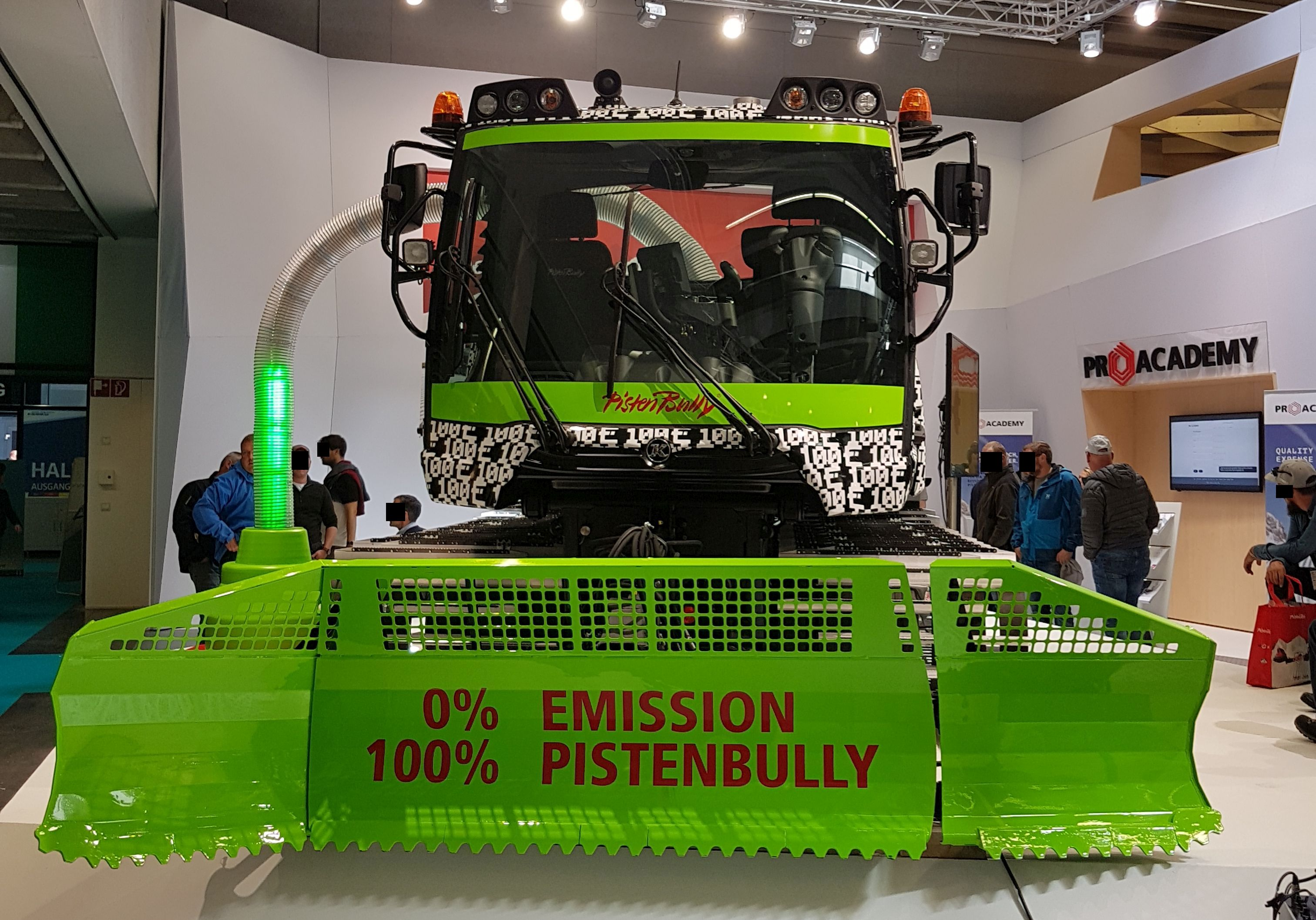
Kässbohrer PB 100E, vollelektrisches Pistengerät mit rechnerischer Betriebszeit von 2,5 bis 3 Stunden

Der Ausstoß von Abgasen der Dieselmotoren bei Pistenraupen für die Pistenpräparierung ist in den letzten Jahren markant gesunken. So emittiert zum Beispiel das Modell Leitwolf von Prinoth um 50 % weniger Stickoxide und um 90 % weniger Feinstaubpartikel als das Vorläufermodell (Abgasnorm: Euromot IIIb in der EU bzw. Tier 4i in Nordamerika). Dies bei gleichzeitiger Reduktion des Treibstoffverbrauchs.
Die ersten vollelektrischen Pistengeräte (Pistenraupe, Motorschlitten) sind bereits in Serienerzeugung, allerdings bisher nur für das Spuren von Loipen.